# غزنرة صغيرة الأوراق
غزنرة صغيرة الأوراق (الاسم العلمي:Gesneria parvifolia) هي نوع من النباتات تتبع جنس الغزنرة من الفصيلة الغزنرية.